# Liste der Naturdenkmale in Hüblingen
Die Liste der Naturdenkmale in Hüblingen nennt die im Gemeindegebiet von Hüblingen ausgewiesenen Naturdenkmale (Stand 13. Juni 2024).

## Naturdenkmale
| Nr.         | Bezeichnung                   | Lage                                    | Beschreibung | Bild                                    |
| ----------- | ----------------------------- | --------------------------------------- | ------------ | --------------------------------------- |
| ND-7143-469 | Kaisereiche auf der Viehweide | westlich des Ortes; Flur Viehweide Lage | Quercus sp.  | Direkt Bild zu diesem Denkmal hochladen |